# Isaïe Spiegel
Pour les articles homonymes, voir Spiegel.
Isaïe Spiegel ou Isaiah Spiegel, Shaye Shpigl, Yesha`yahu Shpigl est un écrivain et poète juif polonais né à Łódź en 1923 et mort en 1990.

## Biographie
Isaïe Spiegel est né à Łódź en 1923. Pendant la Seconde Guerre mondiale, il est enfermé dans le ghetto de Łódź. Il y écrit toute une série de récits, de poèmes sur la vie dans le ghetto.  Les chercheurs ont aussi retrouvé deux berceuses qu'il a écrit pour sa fille de 8 mois, morte en 1940. 
Lors de la liquidation du ghetto au cours de l'été 1944, Isaiah Spiegel cache quelques-uns de ses écrits dans une cave. Il emporte les autres à Auschwitz mais ils lui sont confisqués dès son arrivée. À son retour de déportation, il retrouve 16 récits cachés et parvient à reconstituer les autres de mémoires. Il  publie ses récits. Dans ces écrits, il dissèque les relations des habitants du ghetto entre eux, leur famille, leurs amis, avec leurs voisins polonais et même avec les Allemands. Il rend palpable le désespoir qui les submerge. Il fait comprendre comment la création littéraire permet de transformer la souffrance des Juifs en une volonté de préserver la mémoire des événements et des hommes pour le futur.

## Un poème de Spiegel
La dernière fois
Je t'ai vue, la dernière fois, dans le wagon encore ouvert,
Parmi le troupeau effaré, les visages des enfants juifs,
Je n'ai pu te tendre la main même pour le dernier voyage
Déjà le camion fermé m'emportait vers la grande route.
Et je ne savais pas que c'était le dernier,
Le dernier voyage de tous nos rêves,
Au loin les monts bleuis vers nous semblaient geler
Et près d'eux, sur le ciel, crachaient les crématoires.

## Œuvres
- Malkhes geto, Lodzsh: Farlag "Dos Naye Lebn", 1947. Tales of the Lodz Ghetto, Northwestern University press, 1998
- Lumière d'abîme, 1952
- Vent et racines, 1955
- Une échelle vers le ciel, Gallimard, 1979
- Les Flammes de la terre, Gallimard, 2001, récit des derniers mois du ghetto de Lodz